# Matteo Bobbi
Matteo Bobbi (ur. 2 lipca 1978 roku w Mediolanie) – włoski kierowca wyścigowy.

## Kariera
Włoch karierę rozpoczął od startów w kartingu. W 1998 roku przeszedł do wyścigów samochodów jednomiejscowych, debiutując w Formule Renault. W sezonie 2000 po raz pierwszy dostał szansę testu bolidu F1, od włoskiej stajni Minardi. W tym samym roku zadebiutował w World Series by Nissan. Reprezentując barwy zespołu Venturini Racing, zmagania zakończył na 11. miejscu. Rok później, w ekipie Campos Motorsport, był szósty. W roku 2002 Matteo brał udział w Formule Nissan 2000. W zespole Vergani Racing sięgnął po tytuł wicemistrzowski, wygrywając w pięciu wyścigach oraz zdobywając pięć pole position.
W roku 2003 pełnił funkcję kierowcy testowego Minardi. Nigdy jednak nie zadebiutował w wyścigach Grand Prix. Największym sukcesem Włocha był udział w sesji treningowej przed GP San Marino. W tym samym sezonie zadebiutował w mistrzostwach samochodów sportowych – FIA GT (obecnie są to mistrzostwa świata). Nieoczekiwanie, wraz ze swym rodakiem Thomasem Biagim, sięgnął po tytuł mistrzowski. W serii tej startuje do dziś, jednak sukcesu z debiutu nie udało mu się powtórzyć (najbliżej był w roku 2007, kiedy to w klasie GT2 zajął 2. miejsce). Oprócz regularnych startów, Bobbi wystąpił też w kilku wyścigach serii International GT Open czy Grand-Am. Poza tym brał udział w 24-godzinnych wyścigach: 24h Le Mans (w roku 2009 – nie ukończył), 24h Sebring, 24h Daytona czy też 24h Spa-Francorchamps. Obecnie startuje też w wyścigach Rolex Sports Car Series, w ekipie Cheever Racing.